# Хороший парламент
Хороший парламент (англ. Good Parliament) — традиционное название сессии парламента Англии, которая проходила в Лондоне с 28 апреля по 10 июля 1376 года. Предпоследний парламент, созванный королём Эдуардом III. В это время большая часть английского населения считала английский королевский двор коррумпированным. Поскольку члены парламента искренне стремились искоренить коррупцию и реформировать королевское правительство, появилось данное название парламентской сессии. Однако у парламента был грозный противник в лице Джона Гонта, четвёртого сына Эдуарда III, который имел огромное влияние на управление Англией в это время. В результате на следующем парламенте, созванном в 1377 году (так называемом «Плохом парламенте»), все решения «Хорошего парламента» были отменены.

## История
В ноябре 1373 года закончилась предыдущая сессия парламента, после чего король Эдуард III 2,5 года не находил необходимым созыв нового парламента. Однако в 1376 году королю потребовались деньги, поэтому ему понадобилось созвать новый парламент.
Старый король Эдуард III практически не участвовал в управлении государством, а в английском парламенте вокруг его сыновей, Эдуарда Чёрного Принца и Джона Гонта сформировалось две фракции. Один из сторонников Чёрного Принца, Эдмунд Мортимер, 3-й граф Марч, женатый на наследнице умершего Лайонела Антверпа, герцога Кларенса, старшего брата Гонта, оказался на стороне лордов, выступавших в оппозиции к Джону Гонту, ибо видел в нём возможного конкурента своей жены и сына в правах на английский престол. Вместе с епископом Лондона Уильямом де Куртене граф Марч был лидером комитета двенадцати магнатов, назначенных в начале сессии парламента, 28 апреля, для переговоров с Палатой общин.
Созванные парламентарии решили очистить коррумпированный королевский двор. В первый же день выбранный спикером сэр Питер де ла Мар, член парламента от Херефордшира, стюарт графа Марча, стал озвучивать его идеи. Он выступил с речью, в которой он критиковал последние военные неудачи Англии, осуждал коррупцию при королевском дворе и призвал к пристальному вниманию к королевским расходам. Также он предлагал убрать с высших придворных должностей ряд сановников, а также изгнать Элис Перрерс, любовницу Эдуарда III. В парламент были вызваны управляющий монетным двором Ричард Лайонс и Уильям Латимер, 4-й барон Латимер из Корби, которых обвиняли в том, что они грабили казну. Оба они были заключены в тюрьму и смещены со своих постов. Импичмент барона Латимера является самым первым импичментом, который зарегистрирован в парламенте. Также была вызвана и королевская любовница, которую приговорили к уединению.
Ещё одной жертвой парламента стал Джон Невилл, 3-й барон Невилл из Рэби, которого обвиняли в том, что он скупил королевские долги и обманул кредиторов, в частности, лондонского торговца Реджинальда Лава, который был исполнителем «дамы Равенсхольм», под которой, скорее всего, имеется в виду умершая 10 сентября 1375 года Маргарет, вдова сэра Джона Равенсхольма. Также Невиллу было выдвинуто обвинение в том, что он в 1372 году взял в военную экспедицию Бретань меньшее число воинов, чем было оговорено контрактом и содержание которых ему оплатили, а также, что они были слишком неопытны, в результате чего в Бретани было потеряно несколько крепостей. Кроме того, его обвинили в том, что его войска в том же самом 1372 году в Саутгемптоне занимались грабежом и бесчинствами. Джон яростно защищался от всех обвинений. В результате Лав, на которого, вероятно, оказали давление друзья Джона при дворе, отозвал своё обвинение, хотя Невиллу и пришлось возместить убытки исполнителям дамы Ревенсхольм. Что же касается экспедиции в Бретань, то Джон подтвердил, что он нанял всего 100 человек, хотя условия контракта предполагали большее количество воинов. Вероятно, он таким образом решил нажиться, однако трудно понять, почему он сознательно уменьшил свою армию, хотя, возможно, существовали и другие объяснения. В итоге палата общин потребовала наказания Невилла. Согласно Уолсингему, ему был присуждён штраф в 8 тысяч марок.
Во время заседания парламента стало известно, что умирает Чёрный принц. Находясь в своём доме в Лондоне, он вызвал отца и Джона Гонта, потребовав от них клятвы в признании наследником его малолетнего сына, будущего Ричарда II. Оба они выполнили требование, поклявшись, что Ричард станет наследником. Вскоре после этого малолетний принц был вызван в парламент, который также признал его наследником.
Чёрный Принц умер 8 июня, что ослабило позиции графа Марча. Гонт пытался добиться от парламента введения наследования английского престола по мужской линии, ссылаясь на принятый во Франции порядок правления (так называемый «Салический закон», который в своё время стал основанием для французов игнорировать права Эдуарда III на французский трон), чтобы добиться признания своих преимущественных прав на случай смерти Ричарда, наследника Чёрного Принца, исключив из наследования Филиппу, жену графа Марча. Однако Палата общин отказалась рассматривать этот вопрос. Перед закрытием сессии 6 июля «Хороший парламент» взамен отправленных в отставку советников Эдуарда III создал административный совет при короле из девяти человек. В состав этого совета вошли граф Марч, Уильям Куртене, епископ Лондона, и Уильям Уикхемский, епископ Уинчестера.

## Последствия
После роспуска Хорошего парламента Джон Гонт от имени короля распустил совет. Питер де ла Мар был брошен в темницу. Графу Марчу было приказано для исполнения обязанностей маршала Англии отправится в Кале, но он, опасаясь, что во время переправы через море его могут убить, решил покинуть пост маршала.
В январе 1377 года был созвано новое заседание парламента, вошедшего в историю под названием «Плохого». Это был последний парламент, созванный королём Эдуардом III, и в нём преобладающую роль сыграл Джон Гонт, под влиянием которого были отменены все решения предыдущего парламента, направленные на снижение коррупции.